# ハスキーTSV
ハスキーTSV (Husky Tactical Support Vehicle)は、アメリカ合衆国のナビスター・ディフェンスが開発したMXT-MV（Military Extreme Truck - Military Version）モデルをベースにイギリス軍向けに改良された、歩兵機動車に分類される4輪駆動の装輪装甲車である
。

## 概要
2005年、アメリカ合衆国のナビスター・インターナショナルが民間市場向けに開発していた大型ピックアップトラックシリーズ、インターナショナル XTの最上位グレード車種であるインターナショナル MXTをベースに、子会社のナビスター・ディフェンスとイスラエルのプラサンによって設計変更されたインターナショナル MXT-MVがワシントン・コンベンションセンターで開催された兵器見本市で展示された。
ナビスターディフェンスは翌2006年にアメリカ陸軍のアバディーン性能試験場でMXT-MVの装甲型であるMXT-MVAのデモンストレーションを行い、2008年にはアメリカ国防総省のM-ATV調達プログラムにMXT-MVAの発展型を提示したが、MXT-MVAは不採用となりオシュコシュのM-ATVが採用された。
2009年にMXT-MVAの改良型が、イギリス陸軍によってハスキーTSVとして採用された。アフガニスタン派遣においてランドローバー・スナッチの代替として262両が最初に調達、2010年にはさらに5,600万USドル相当の89両が追加発注されている。
|          | 軽装甲機動車 | VBL      | エノク  | コブラ   | LMV       | イーグル |
| -------- | ------------ | -------- | ------- | -------- | --------- | -------- |
| 画像     |              |          |         |          |           |          |
| 全長     | 4.4 m        | 3.87 m   | 4.82 m  | 5.23 m   | 5.50 m    | 5.37 m   |
| 全幅     | 2.04 m       | 2.02 m   | 1.90 m  | 2.22 m   | 2.05 m    | 2.16 m   |
| 全高     | 1.85 m       | 1.70 m   | 1.90 m  | 2.10 m   | 1.95 m    | 2.0 m    |
| 重量     | 約4.5 t      | 約3.59 t | 約5.4 t | 約6.2 t  | 約6.5 t   | 約8.5 t  |
| 最高速度 | 100 km/h     | 95 km/h  | 96 km/h | 115 km/h | 130 km/h  | 110 km/h |
| 乗員数   | 1+3 - 4名    | 2 - 3名  | 2 - 6名 | 1+8名    | 1+3 - 6名 | 1+4名    |

|          | EQ2050   | GAZ-2330 | ハスキーTSV     | ホークアイ | KLTV     | L-ATV    |
| -------- | -------- | -------- | --------------- | ---------- | -------- | -------- |
| 画像     |          |          |                 |            |          |          |
| 全長     | 4.97 m   | 5.70 m   | 5.84 - 6.86 m   | 5.78 m     | 4.90 m   | 6.2 m    |
| 全幅     | 2.134 m  | 2.30 m   | 2.438 m         | 2.39 m     | 2.20 m   | 2.5 m    |
| 全高     | 1.916 m  | 2.30 m   | 2.311 - 2.362 m | 2.39 m     | 2.0 m    | 2.6 m    |
| 重量     | 約3.25 t | 約7.6 t  |                 | 約7.0 t    | 約5.7 t  | 約6.4 t  |
| 最高速度 | 135 km/h | 140 km/h |                 | 130 km/h   | 130 km/h | 110 km/h |
| 乗員数   | 1+3名    | 2+10名   | 2+2名           | 1+4 - 5名  | 1+6名    | 1+3名    |

## 形式
MXT-MV
基本形の非武装・非装甲型。
MXT-MVA (Military Extreme Truck - Military Version Armored)
イスラエルのプラサンによって設計された2種類の装甲キットを選択して装着可能な改良型。銃弾・地雷・IEDに対する防御力が向上している。M-ATV調達プログラムに参入したが非採用となった。
ハスキーTSV
MXT-MVAのイギリス軍向け改良型。

## 運用
- イギリス - ハスキーTSV 351両を調達している[14]。
- ウクライナ - 2022年ロシアのウクライナ侵攻の際にイギリスから供与されている[15]。